# Джаз група
Джаз групата, наричана още джаз ансамбъл, джаз бенд и джаз комбо, е музикална група, която свири джаз музика. Обикновено се състоят от ритъм секция и духова секция, в началото често тромпет, тромбон и кларинет, а ритъм секцията включва пиано, банджо, контрабас или туба, и барабани.